# Xã Tingley, Quận Ringgold, Iowa
Xã Tingley (tiếng Anh: Tingley Township) là một xã thuộc quận Ringgold, tiểu bang Iowa, Hoa Kỳ. Năm 2010, dân số của xã này là 327 người.